# Grégory Thil
Pour les articles homonymes, voir Thil.
Grégory Thil, né le 15 mars 1980 à Creil, est un footballeur français, évoluant au poste d'attaquant de 2001 à 2020. Il est de 2022 à 2023 le directeur sportif du RC Lens. À partir de 2025, il remplace Loïc Désiré à Strasbourg en tant que directeur de recrutement.

## Biographie

### Carrière de joueur

#### AS Beauvais (2001-2005)
Formé à Balagny puis Mouy, il est remarqué par Jacky Bonnevay alors entraîneur de l'AS Beauvais. Il rejoint ainsi l'ASBO, le club phare de son département fin 2001. Bien que peu exploité pour sa première saison professionnelle, il joue la montée en L1 avec le club de l'Oise, échouant finalement dans les dernières journées. Il devient lors de cette saison le buteur le plus rapide de L2 durant un match Stade Malherbe de Caen-Beauvais (il faudra attendre 2009 pour voir ce record battu par Rémi Maréval, ancien coéquipier de l'AS Beauvais, alors au FC Nantes).
Les autres saisons seront plus difficiles. Devenu professionnel, il obtient un temps de jeu important, mais il ne peut empêcher les rétrogradations jusqu'en CFA. Lors de la saison 2004-2005, après la perte du statut pro de l'ASBO, le joueur est annoncé en L2 et en Angleterre mais Thil décide de rester à Beauvais en CFA. Il connait alors une véritable progression dans son jeu au contact de l'entraineur et ancien attaquant Bruno Roux, il termine ainsi meilleur buteur du groupe A. Cependant, le club rate sa montée en National. Remarqué par Philippe Montanier, il rejoint l'US Boulogne nouvellement promue en National.

#### US Boulogne (2005-2011)
Lors de sa première saison dans le nord en National, Grégory Thil est associé à Jawad El Hajri qui termine meilleur buteur du National. Avec le départ d'El Hajri pour le Brest FC, Thil devient le leader de l'attaque de l'US Boulogne. Auteur d'une remarquable saison 2006-2007, le joueur participe grandement à la montée de Boulogne en L2. Il termine meilleur buteur du National, battant le record de buts en une saison (31 en 38 matchs). Le précédent record appartenait à Jacques Rémy auteur de 22 buts avec Martigues lors de la saison 1999-2000 et à son ancien coéquipier Jawad El Hajri auteur de 23  buts avec l'USBCO lors de la saison 2005-2006. Lors de la saison 2007-2008 il est élu meilleur joueur du mois de novembre de Ligue 2. Cette saison-là, il réussit à marquer un nombre honorable de 16 buts. Mais malgré les nombreux buts de son attaquant vedette, Boulogne ne parvient à se maintenir qu'à la toute fin du dernier match de la saison.
Un temps annoncé chez le voisin du RC Lens, rétrogradé en L2 au début de la saison 2008-2009, il choisit de rester à Boulogne et va connaître la consécration de son aventure dans le Nord. Boulogne termine en effet à la troisième place et se voit ouvrir pour la première fois les portes de la L1. En outre, il inscrit 18 buts et termine meilleur buteur de L2, deux ans après voir été celui de National.
Dans l'élite en 2009-2010, Grégory Thil inscrit son premier but en Ligue 1 contre le Grenoble Foot 38, réalisant au passage un doublé. Il est cependant éloigné des terrains durant plusieurs mois, victime d'une grave entorse de la cheville droite. Il joue toutefois les derniers matches de la saison et inscrit finalement quatre buts. La saison suivante, le retour en L2 est plus difficile. Longtemps muet devant les cages adverses, il retrouve dans la deuxième partie de saison son meilleur niveau en inscrivant au total 15 buts. Mais devant l'échec de la remontée immédiate et la fin de son contrat, Grégory Thil arrête son aventure dans le Nord.

#### Dijon FCO (2011-2014)
Le 1er juin 2011, il signe un contrat de trois ans avec le Dijon FCO et retrouve ainsi la Ligue 1. Son retour dans l'élite est clairement mitigé, malgré la confiance de son entraineur Patrice Carteron et un statut de titulaire durant la première partie de saison, il ne parvient à trouver le chemin des filets qu'à une seule reprise. Finalement, il finit cette première saison en Côte d'or avec un statut de remplaçant et seulement deux petits buts au compteur et une descente en Ligue 2. De retour dans l'antichambre, le joueur retrouve son statut de titulaire mais au bout de 4 journées (et un but) il se blesse gravement au genou le 11 septembre 2012 lors d'une séance d'entrainement. Il ne reviendra que pour les deux derniers matchs de la saison.
La saison suivante est entachée de nouvelles blessures moins graves mais nécessitant de longues récupérations. À la peine physiquement, le joueur est surtout affublé d'un statut de remplaçant ne participant qu'à une quinzaine de rencontres en L2 et ne marquant que deux buts.

#### LB Châteauroux (2014-2015)
Début juillet 2014, il est prêté un an à La Berrichonne de Châteauroux sans option d'achat alors que le club est tout juste repêché en Ligue 2. Au milieu de plusieurs joueurs d'expériences tels que Jérôme Leroy, Laurent Bonnart ou bien encore Damien Plessis, son équipe peine en championnat et se retrouve finalement rétrogradée en National. Toutefois, sur le plan personnel le joueur signe une saison pleine en jouant presque tous les matchs de championnat et devenant le meilleur buteur du club avec 6 réalisations en championnat.

#### Retour à l'US Boulogne (2015-2018)
Sous contrat jusqu'en 2016 avec le Dijon FCO, le joueur est finalement transféré à l'intersaison 2015.
Le 1er août 2015, il s'engage pour deux ans avec l'US Boulogne. C'est donc un retour aux sources pour celui qui avait joué à l'USBCO entre 2005 et 2011. Il retrouve le championnat National pour la première fois depuis 2007 (dont il reste le meilleur buteur de cette division avec 31 buts inscrits en une saison). Son premier but de la saison est inscrit à domicile et sur penalty contre son ancien club, Châteauroux, le 4 septembre (défaite 1-3). Si le club ne remonte pas, achevant la saison à la 11e place, le joueur se démarque sur le plan individuel. En effet à 36 ans, il inscrit 15 buts et se place ainsi dans le top 3 des buteurs pour la saison 2015-2016 à seulement deux longueurs du meilleur réalisateur de la saison : Kevin Fortuné (Béziers, 17 buts).
La saison suivante est plus anecdotique, le club peine à assumer son statut en championnat mais le joueur parvient à inscrire 8 buts en 33 matchs.
En 2017/2018, l'attaquant vit sa dernière saison à Boulogne sur Mer comme une transition. Inscrit au BEF (Brevet d'Entraîneur de Football), il tente d'aider le club via un statut de joker de luxe.
Au total en 9 saisons, Gregory Thil aura joué 318 matchs et marqué plus de 140 buts avec l'USBCO.

#### Jura Sud (2018-2019)
Avide de continuer le football à un niveau moindre, le joueur signe le 21 juillet 2018 dans le club de Jura Sud en National 2.

#### Racing Besançon (2019-2020)
Après une saison réussie au niveau personnel (12 buts) comme au niveau collectif (4e place), il signe à l'été 2019 au Racing Besançon, en National 3. Malgré une saison écourtée en raison de la pandémie de COVID-19, le joueur inscrit pas moins de 10 buts et échoue de peu (3e) à la montée, et termine sa carrière sur cette saison.

### Carrière de recruteur

#### Recruteur au RC Lens (2020-2022)
En décembre 2020, le joueur devient recruteur pour le RC Lens. Il est responsable du recrutement au début de la saison 2022-2023.

### Carrière de dirigeant

#### Directeur sportif au RC Lens (2022-2023)
Au début du mois d'octobre, Florent Ghisolfi, directeur technique du club et supérieur hiérarchique de Thil, annonce rejoindre l'Olympique Gymnaste Club de Nice. Thil s'engage également avec le club niçois avant de revenir sur ce choix après s'être entretenu avec les dirigeants lensois, ce qui est accepté par les dirigeants niçois. Quelques jours plus tard, Thil est promu directeur technique du RC Lens, signe un contrat à durée indéterminée avec le club et bénéficie d'une augmentation de salaire.

## Statistiques
| Saison                | Club                  | Championnat           | Championnat | Championnat | Coupe nationale | Coupe nationale | Coupe de la Ligue | Coupe de la Ligue | Total | Total |
| Saison                | Club                  | Division              | M.          | B.          | M.              | B.              | M.                | B.                | M.    | B.    |
| 2001-2002             | AS Beauvais Oise      | Division 2            | 10          | 1           | -               | -               | 1                 | 0                 | 11    | 1     |
| 2002-2003             | AS Beauvais Oise      | Ligue 2               | 32          | 4           | 2               | 1               | 3                 | 2                 | 37    | 7     |
| 2003-2004             | AS Beauvais Oise      | National              | 34          | 5           | 1               | 0               | 2                 | 0                 | 37    | 5     |
| 2004-2005             | AS Beauvais Oise      | CFA                   | 24          | 16          | 1               | 0               | -                 | -                 | 25    | 16    |
| Sous-total            | Sous-total            | Sous-total            | 100         | 26          | 4               | 1               | 6                 | 2                 | 110   | 29    |
| 2005-2006             | US Boulogne           | National              | 38          | 10          | 0               | 0               | -                 | -                 | 38    | 10    |
| 2006-2007             | US Boulogne           | National              | 38          | 31          | 1               | 1               | -                 | -                 | 39    | 32    |
| 2007-2008             | US Boulogne           | Ligue 2               | 38          | 15          | 4               | 2               | 3                 | 1                 | 45    | 18    |
| 2008-2009             | US Boulogne           | Ligue 2               | 37          | 18          | 3               | 2               | 3                 | 3                 | 43    | 23    |
| 2009-2010             | US Boulogne           | Ligue 1               | 15          | 4           | -               | -               | -                 | -                 | 15    | 4     |
| 2010-2011             | US Boulogne           | Ligue 2               | 38          | 15          | 4               | 1               | 3                 | 3                 | 45    | 19    |
| Sous-total            | Sous-total            | Sous-total            | 204         | 93          | 12              | 6               | 9                 | 7                 | 225   | 106   |
| 2011-2012             | Dijon FCO             | Ligue 1               | 26          | 2           | 2               | 1               | 1                 | 0                 | 29    | 3     |
| 2012-2013             | Dijon FCO             | Ligue 2               | 6           | 1           | -               | -               | 2                 | 1                 | 8     | 2     |
| 2013-2014             | Dijon FCO             | Ligue 2               | 15          | 2           | -               | -               | 1                 | 0                 | 16    | 2     |
| Sous-total            | Sous-total            | Sous-total            | 47          | 5           | 2               | 1               | 4                 | 1                 | 53    | 7     |
| 2014-2015             | LB Châteauroux (prêt) | Ligue 2               | 37          | 6           | 3               | 1               | 1                 | 1                 | 41    | 8     |
| Sous-total            | Sous-total            | Sous-total            | 37          | 6           | 3               | 1               | 1                 | 1                 | 41    | 8     |
| 2015-2016             | US Boulogne           | National              | 34          | 16          | 6               | 7               | -                 | -                 | 40    | 23    |
| 2016-2017             | US Boulogne           | National              | 33          | 8           | 2               | 1               | -                 | -                 | 35    | 9     |
| 2017-2018             | US Boulogne           | National              | 13          | 1           | 3               | 1               | -                 | -                 | 16    | 2     |
| Sous-total            | Sous-total            | Sous-total            | 80          | 25          | 11              | 9               | -                 | -                 | 91    | 34    |
| Total sur la carrière | Total sur la carrière | Total sur la carrière | 468         | 155         | 32              | 18              | 20                | 11                | 520   | 184   |

## Palmarès
- Vice-champion de National en 2007 avec l'US Boulogne
- Meilleur buteur de Ligue 2 en 2009 avec l'US Boulogne (18 buts inscrits)
- Meilleur buteur de National en 2007 avec l'US Boulogne (31 buts inscrits)
- Meilleur buteur de CFA groupe A en 2005 avec l'AS Beauvais (16 buts inscrits)